# Josef Šárka
Josef Šárka (6. srpna 1918, Nová Ves u Kamenice nad Lipou – 20. května 2008) byl právník, ekonom, aktivista a přímý účastník studentských událostí v listopadu 1939 a v listopadu 1989, účastník druhého a třetího odboje a signatář Charty 77. Autor vzpomínkových textů na události roku 1939, na věznění v koncentračním táboře Sachsenhausen, na život v Protektorátu Čechy a Morava i na život v Československu v období komunistické diktatury a na rok 1989.

## Život

### Mládí a středoškolská studia
Josef Šárka se narodil 6. srpna 1918 na Českomoravské vrchovině v Nové Vsi u Kamenice nad Lipou do zemědělské rodiny. Středoškolská studia absolvoval na gymnáziu v Jindřichově Hradci. Ještě během studií se stal členem a později předním představitelem dorostu politické strany Agrárníků. V té době Josef Šárka založil poetický časopis „Jeřáby“. Po složení maturitní zkoušky začal Josef Šárka studovat (1938/1939) na Karlově univerzitě v Praze medicínu, ale jeho zájem o historii jej nakonec přivedl ke studiu práv.

### Rok 1939
Jako jedenadvacetiletý mladík přišel z jižních Čech studovat do Prahy a tady byl ubytován (spolu s ostatními chudými studenty s dobrým prospěchem) na Hlávkově koleji. Patřil mezi osobní přátele z kolejí a mezi spolužáky studenta medicíny Jana Opletala. Jan Opletal byl zraněn 28. října 1939 na protinacistické demonstraci. Pohřbu Jana Opletala se 15. listopadu 1939 zúčastnily tisíce studentů, Josef Šárka byl jedním z hlavních organizátorů této demonstrace. Jejich setkání přerostlo v další protinacistickou demonstraci, jejímž důsledkem bylo zavření všech českých univerzit a kolejí říšským protektorem Konstantinem von Neurathem. Více než 1200 studentů bylo posláno do koncentračního tábora Sachsenhausen a devět studentů a funkcionářů studentských organizací bylo 17. listopadu 1939 popraveno. Mezi zatčenými studenty, kteří byli odvlečeni do Sachsenhausenu byl i Josef Šárka, který zde nedobrovolně prožil dva a čtvrt roku svého života.

Jan Opletal
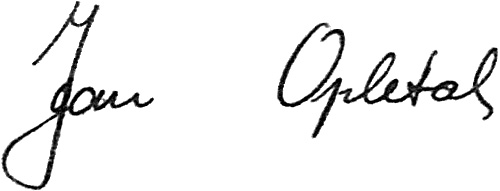
Podpis Jana Opletala z jeho vysokoškolského indexu
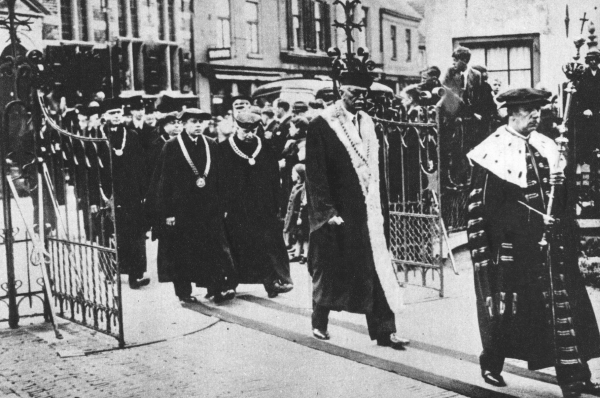
Pohřeb zabitého Jana Opletala se změnil v protiněmeckou demonstraci
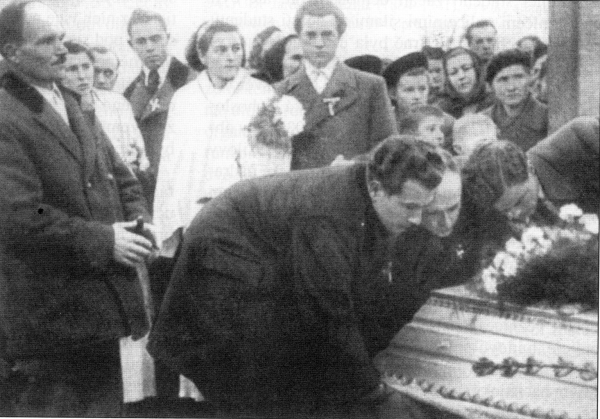
Pohřeb Jana Opletala v Náklu (16. listopadu 1939)
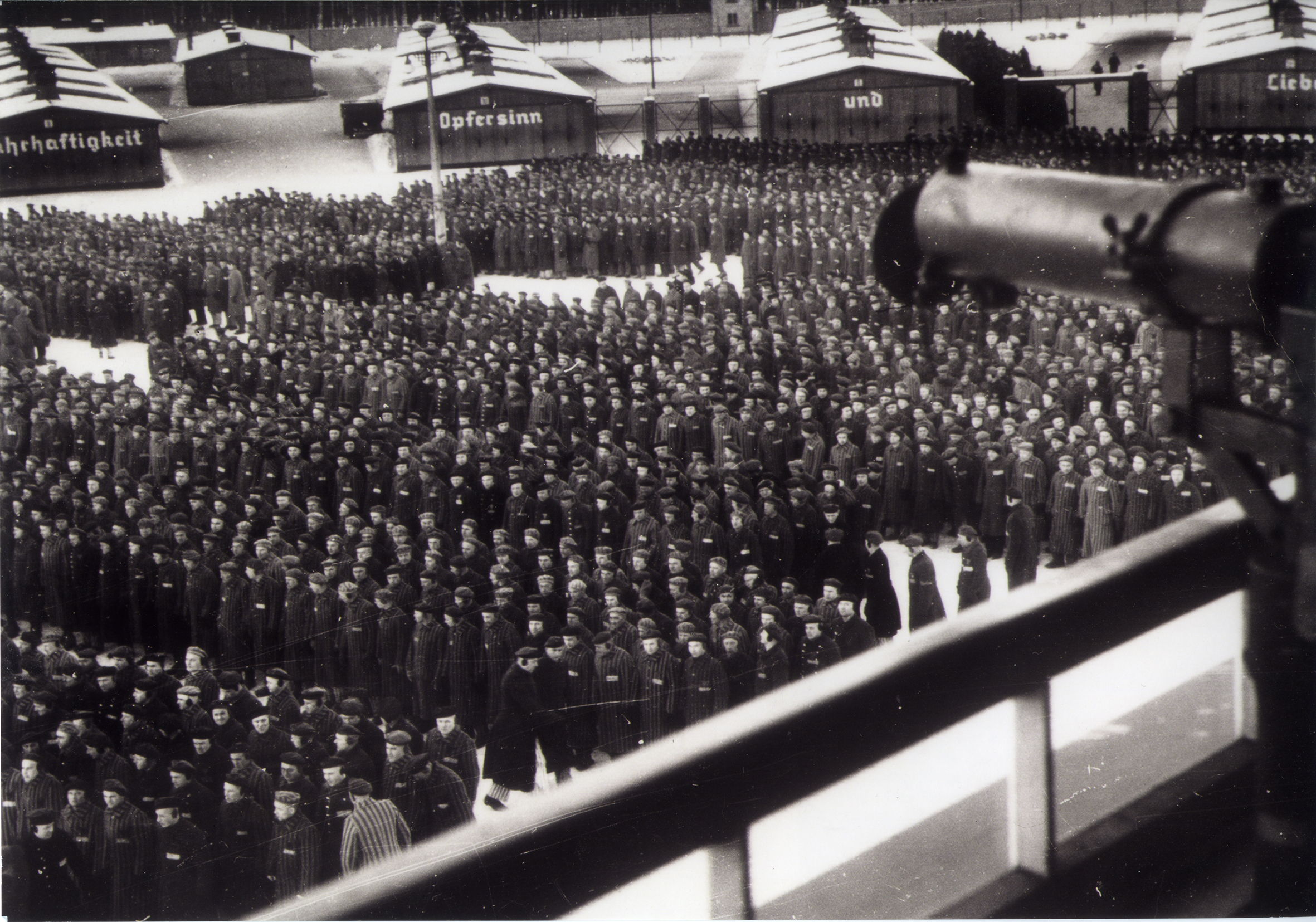
Vězni KT Sachsenhausen během nástupu v únoru 1941

### V protektorátu
Po návratu z koncentračního tábora (v lednu 1942) se Josef Šárka zapojil do protiněmeckého odboje u cenové kontroly, kde se tam působící odbojáři snažili ochránit české obchodníky před likvidačními německými kontrolami. Ke konci druhé světové války se Josef Šárka na krátkou dobu přidal k partyzánům.

V protektorátu
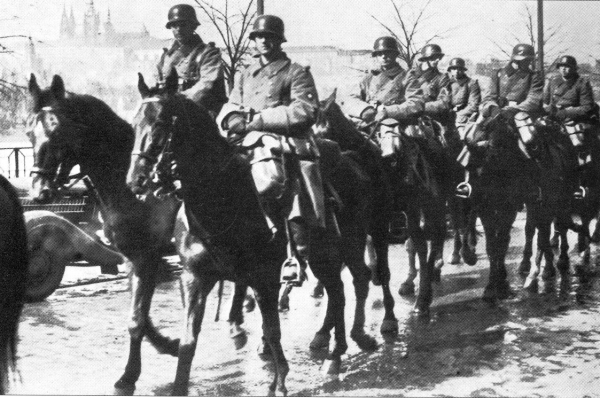
Německá okupace Čech a Moravy - německé jezdectvo vjíždí do Prahy (15. března 1939)
Vlajka Protektorátu Čechy a Morava
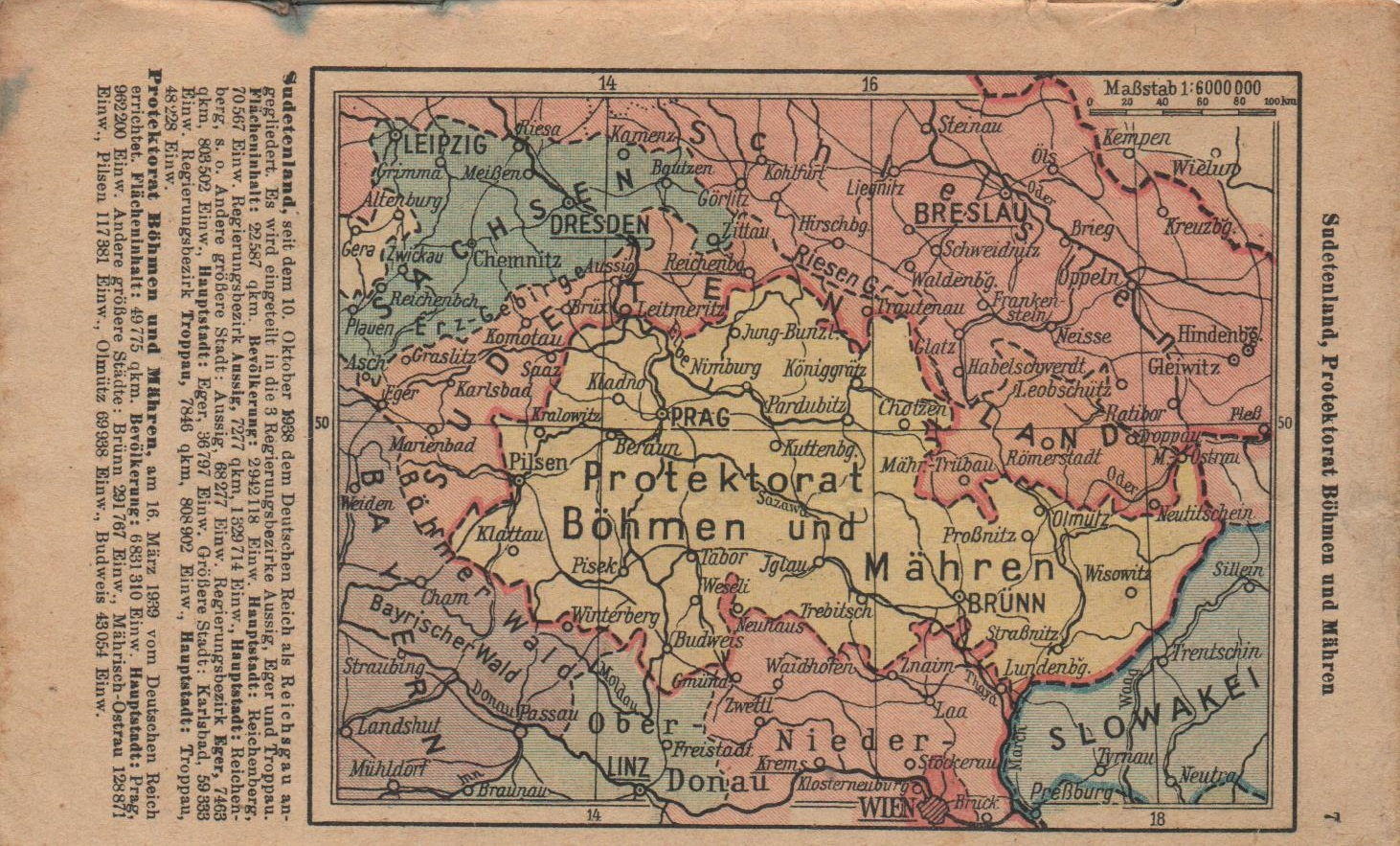
Mapa protektorátu z německého kapesního atlasu (1939–1940)

### 40. a 50. léta 20. století
Po skončení druhé světové války pracoval jako úředník a právnická studia dokončil (v roce 1946) během zaměstnání. Tou dobou již byl Josef Šárka ženat s Vlastou Novákovou a byla na světě i jejich prvorozená dcera Vlasta. Rodina Josefa a Vlasty Šárkových se přestěhovala do Prahy. Josef Šárka nebyl loajálním občanem Československé socialistické republiky a díky jeho odporu proti komunistické totalitě během následujících desetiletí balancoval na pokraji vězení, střídavě získával a ztrácel zaměstnání. Nějakou dobu zastával zaměstnání jako doktor práv, později se stal docentem ekonomie ale také pracoval jako topič. Ve druhé polovině 50. let 20. století vyučoval na Vysoké škole ekonomické (VŠE) v Praze. Tady se podílel na založení sekce veřejného stravování a cestovního ruchu a o tématech veřejného stravování a o družstevnictví publikoval řadu vědeckých publikací. Od roku 1961 přednášel studentům z rozvojových zemí na nově založené Univerzitě 17. listopadu. (Ve svých přednáškách tajně varoval ve francouzském jazyce tyto studenty před nedostatky kolektivizovaného a centrálně řízeného zemědělství.)

### 60. léta 20. století
Na jaře roku 1966 (na 1. května 1966) se jeho dcera Šárka Šárková zapojila do studentské demonstrace (šla v přední řadě s československou vlajkou v ruce) a spolu s dalšími účastníky této demonstrace byla na Karlově mostě zatčena (tehdy bylo zatčeno 120 demonstrantů) a vězněna v Ruzyňské věznici.  V roce 1968 Josef Šárka aktivně protestoval proti vpádu vojsk Varšavské smlouvy do Československa a v důsledku tohoto postoje pak musel opustit své místo na Vysoké škole ekonomické v Praze.

### 70. léta 20. století
V roce 1971 byla uzavřena i Univerzita 17. listopadu, kde přednášel. Špatný zdravotní stav Josefa Šárky (způsobený jeho válečným vězněním) mu paradoxně umožnil, že mohl odejít do invalidního důchodu. 

### Sametová revoluce a doba svobody
V pátek 17. listopadu 1989 na Albertově promluvil Josef Šárka ke shromážděným mladým lidem jako první řečník. Po svém proslovu se postavil do čela studentů a s českou vlajkou šel s nimi na vyšehradský hřbitov. (Tou dobou už byl Josef Šárka penzionovaný, protože po roce 1967 měl takové potíže, že nemohl v podstatě nikde pracovat.) Po sametové revoluci pracoval Josef Šárka mimo jiné v Českém svazu bojovníků za svobodu, jako člen předsednictva Sdružení Českého národního povstání, jeden z vedoucích členů Sdružení politických vězňů a pozůstalých a jako jednatel historické skupiny 17. 11. 1939. Josef Šárka zemřel 20. května 2008.  Josef Šárka je držitelem Československého válečného kříže 1939.
Mladí přátelé, studenti. Dovolte, abych zahájil vaši manifestaci jako bývalý přítel Jana Opletala a bývalý vězeň koncentračního tábora Sachsenhausen. Jan Opletal byl čestný člověk a takoví jsme byli i my, vězni 17. listopadu 1939. Byli jsme vězněni za nacismu. Mnozí z nás byli vězněni po roce 1948 a četní šikanováni po roce 1969, kdy naše skupina byla rozpuštěna. V koncentračním táboře jsme přijali heslo, že naše společnost musí být svobodná i demokratická a sociálně spravedlivá. Řiďte se jím. Měli jsme i heslo: Cestou nenásilí podle velkých učitelů morálky: Sokrates, Kristus, Gándhí. Řiďte se jím. Ale měli jsme i heslo „Tvrdě do tvrdého“. Mladí přátelé, nebojte se. Jděte do toho.
Josef Šárka, Text projevu Josefa Šárky na Albertově 17. listopadu 1989, 
 Ve volbách do Sněmovny v roce 2006 kandidoval za Národní stranu.

Sametová revuluce v Praze 1989
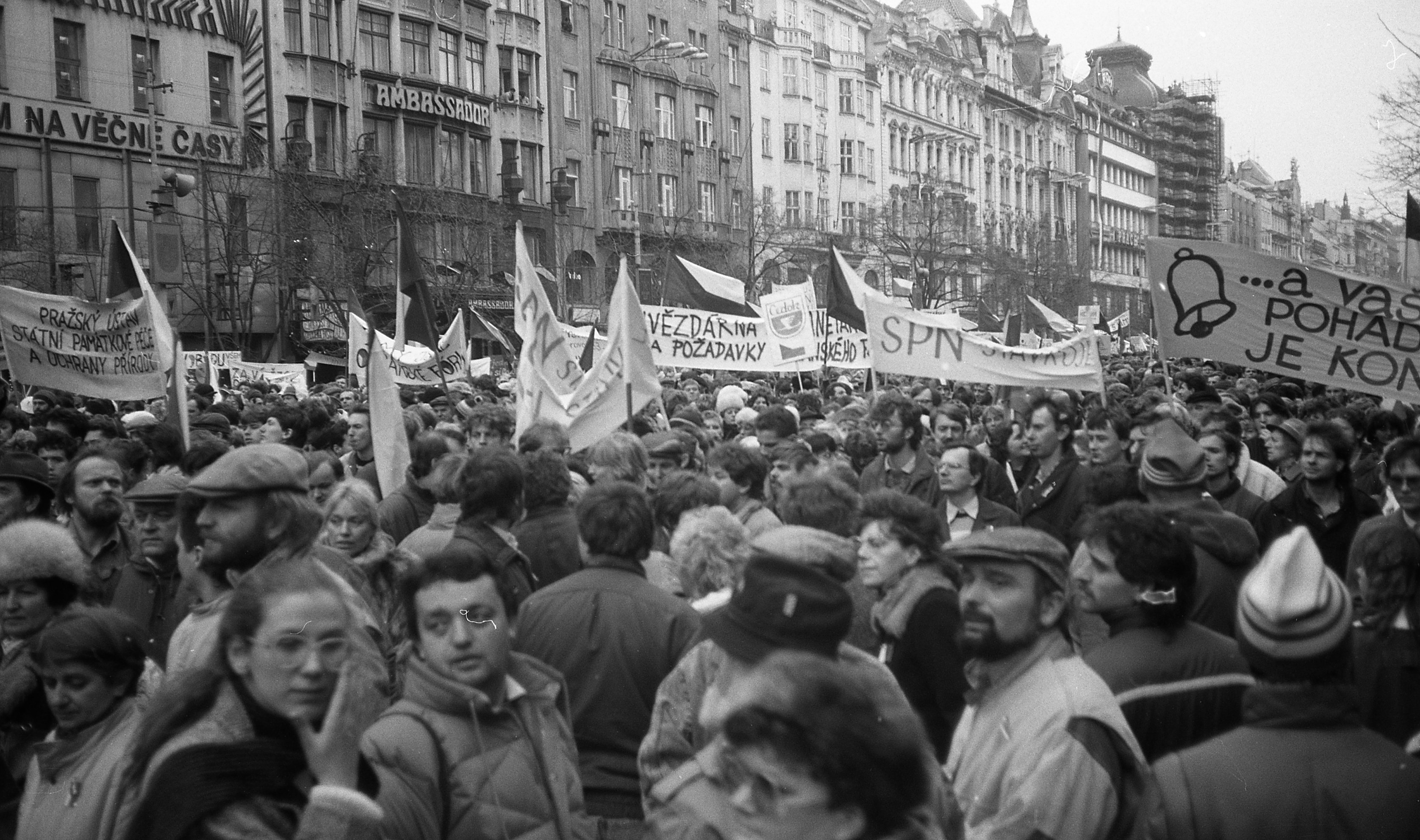
Pouliční fotografie
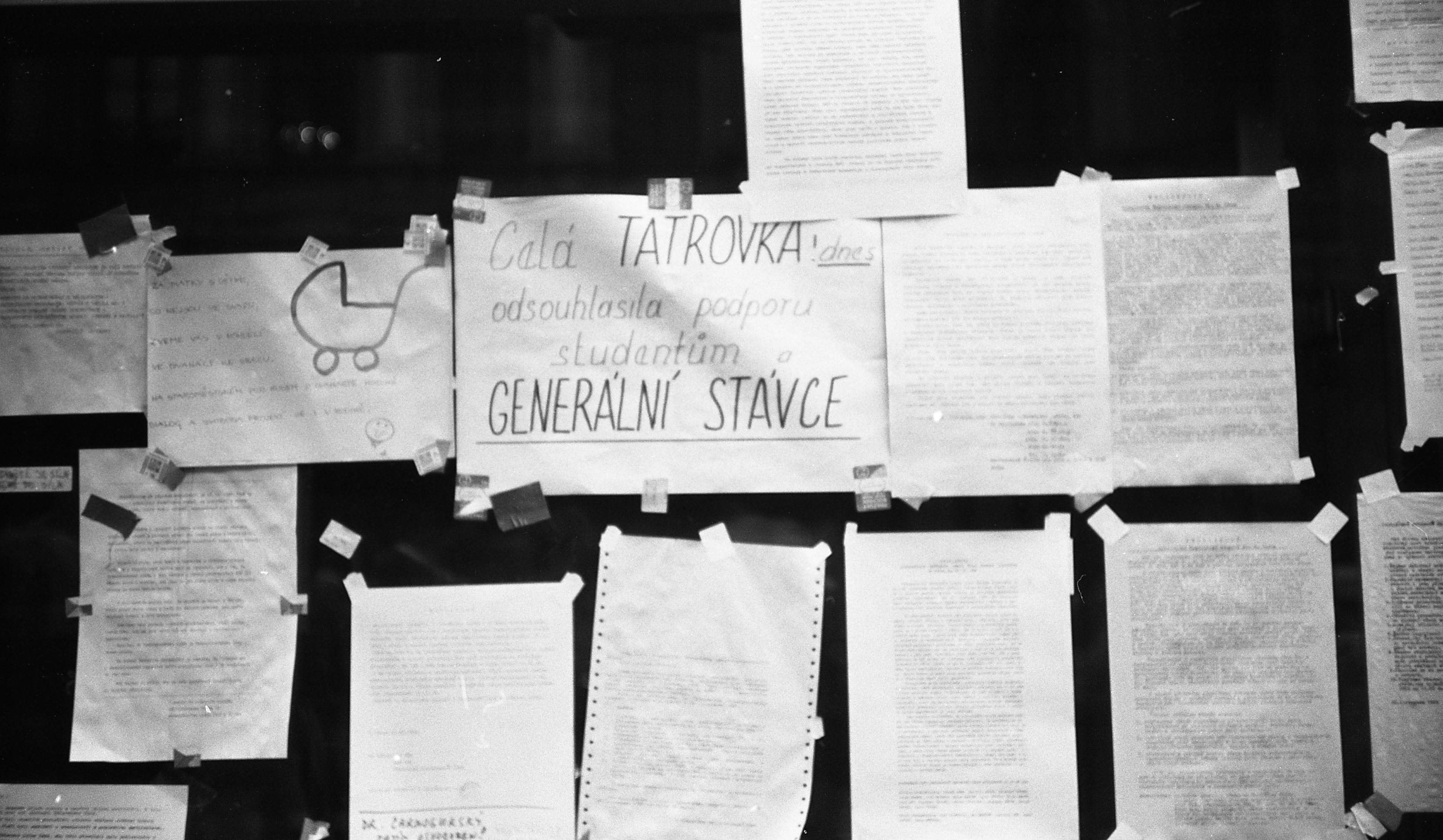
Pouliční fotografie
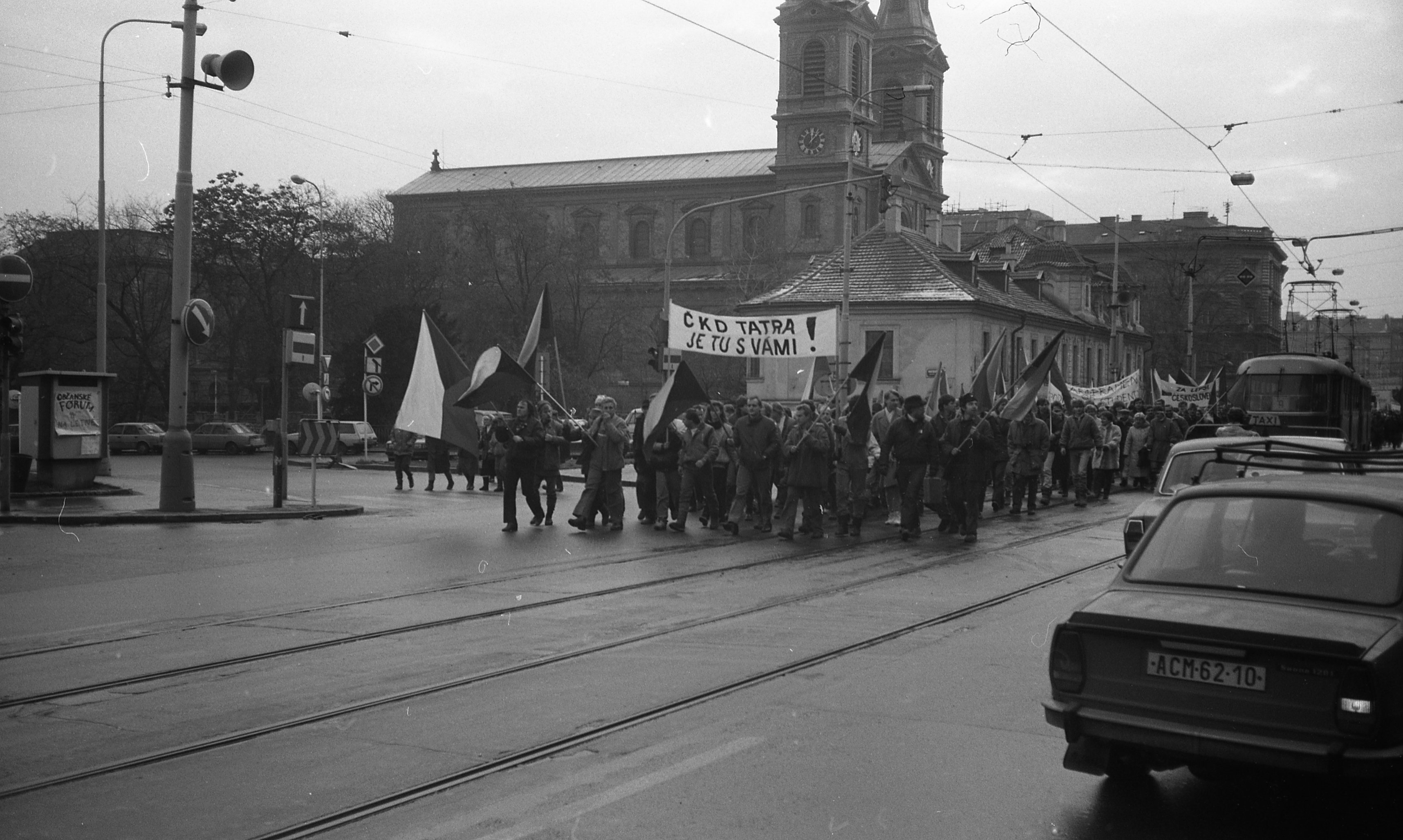
Pouliční fotografie
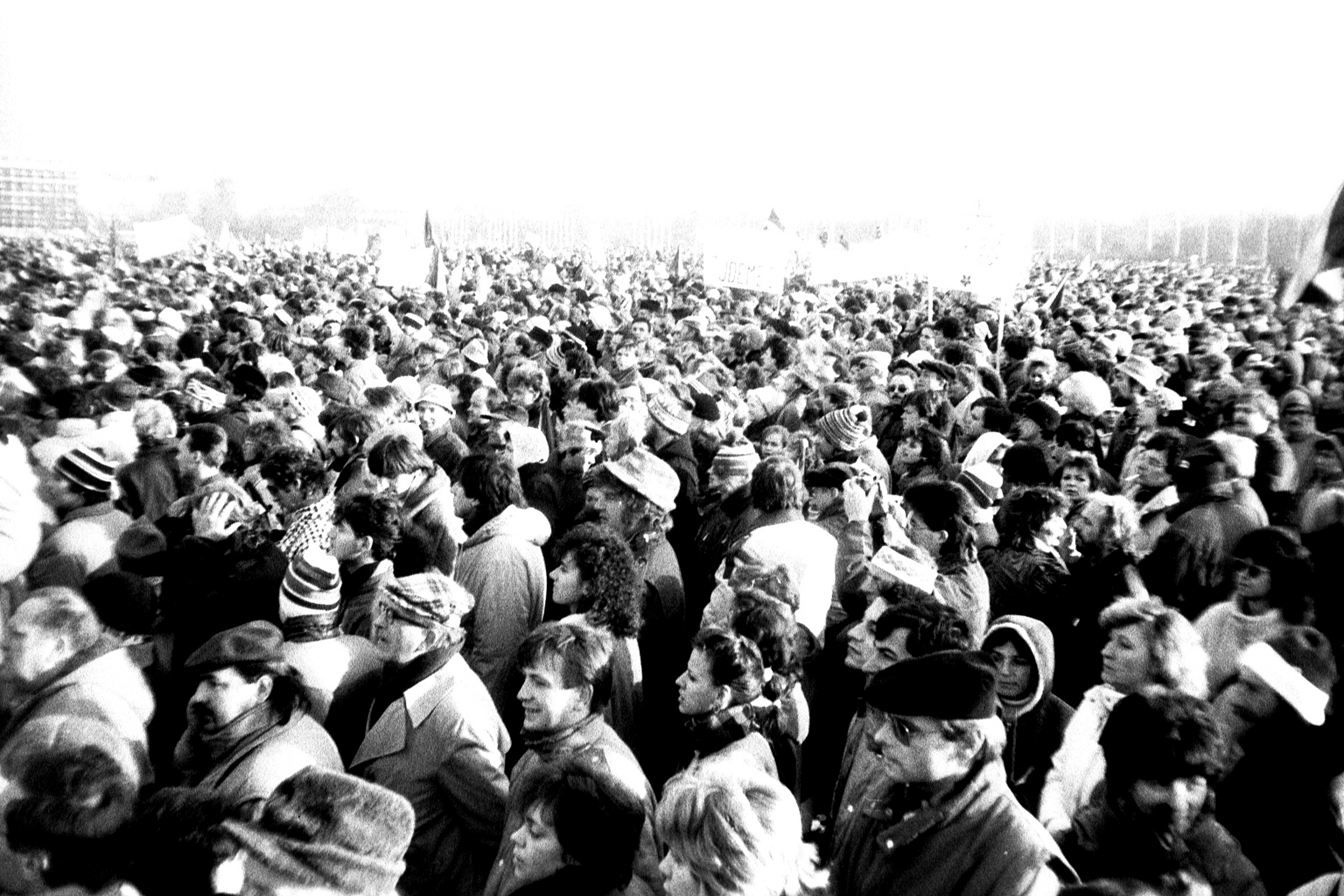
Dav lidí na Letenské pláni, kde od 14 hodin začínala manifestace na podporu generální stávky (25. listopadu 1989)